# Reproductor de audio (software)

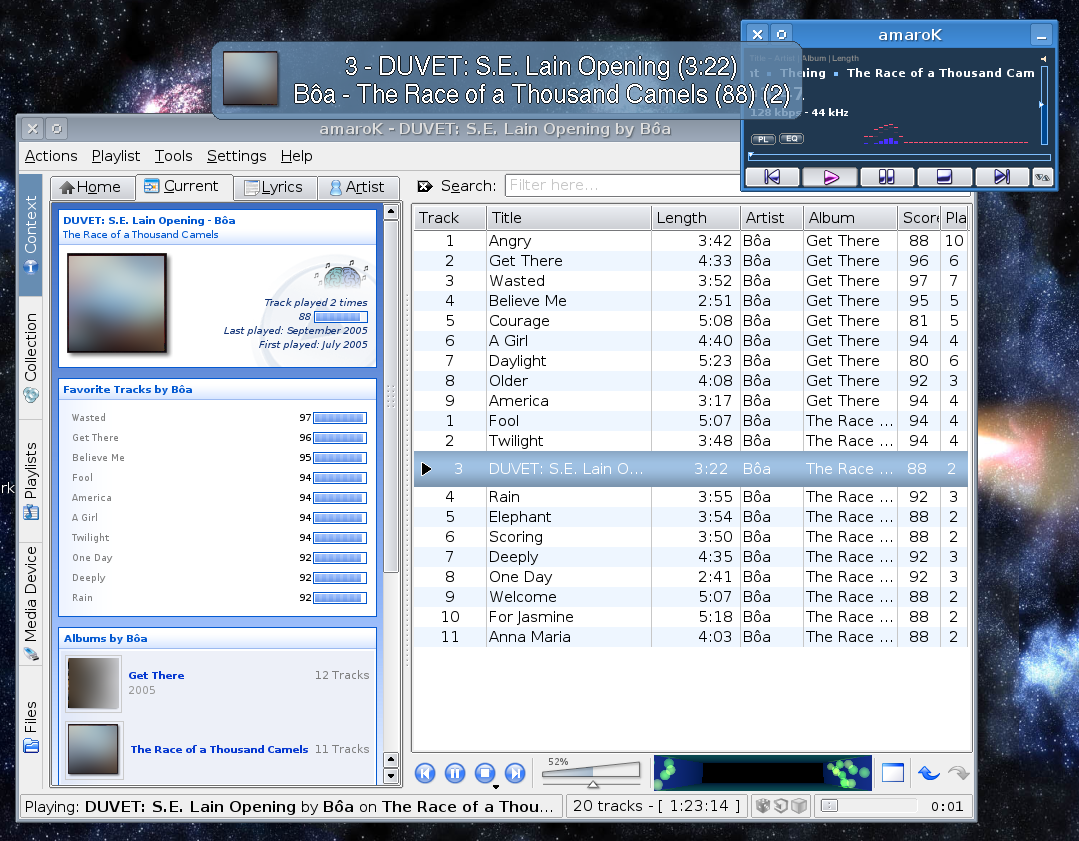
Reproductor de audio Amarok corriendo en KDE. Se muestra la ventana del reproductor y el gestor de listas de reproducción.

Un Reproductor de audio es un tipo de reproductor de medios para reproducir audio digital, entre ellos:
- Discos ópticos como CD, SACD, DVD-Audio, HDCD
- Archivos como MP3, Ogg, WAV, RealAudio y Windows Media Audio.

Además de las funciones de reproducción básicas como reproducir, pausar, detener, retroceder y avanzar, la mayoría posee reproducción de listas, soporte de etiquetas (como ID3) y ecualizador.
Muchos de los reproductores de audio también soportan la reproducción simple de videos digitales.

## Ejemplos
Algunos reproductores populares:
- AIMP
- Amarok
- foobar2000
- iTunes
- Quintessential Player
- Winamp
- Windows Media Player
- XMMS
- XMPlay
- Banshee